# Eisothistes melliflua
Eisothistes melliflua là một loài bướm đêm trong họ Geometridae.